# Earl Clark (Footballspieler)
Earl Harry „Dutch“ Clark (* 11. Oktober 1906 in Fowler, Colorado; † 5. August 1978 in Cañon City, Colorado) war ein US-amerikanischer American-Football-Spieler und -Trainer in der National Football League (NFL).

## Jugend
Clark besuchte in Pueblo die High School, wo er neben American Football auch Baseball, Basketball und Leichtathletik betrieb. Clark hatte eine Sehstörung, was ihn insbesondere beim Baseballspielen behinderte, ihn jedoch nicht daran hinderte verschiedene Schulrekorde in der Leichtathletik aufzustellen. Im Football spielte Clark Center und wurde sowohl im Football als auch im Basketball zum All-State gewählt.

## Spielerlaufbahn

### Collegekarriere
Die Collegekarriere von Dutch Clark begann mit Hindernissen. Aufgrund seiner sportlichen Leistungen in der High School war er verschiedenen Collegescouts aufgefallen. Bereits auf dem Weg zur University of Michigan überredeten ihn die Scouts der Northwestern University sich diesem College anzuschließen. Clark hatte allerdings nach kurzer Zeit Heimweh und kehrte nach Colorado zurück um sich dem im College Football eher unbedeutenden Colorado College anzuschließen. Clark spielte dort von 1927 bis 1929 überwiegend als Quarterback, kam aber häufig auch auf anderen Positionen zum Einsatz. 1928 erzielte er bei 135 Läufen einen Raumgewinn von 1349 Yards, einen Durchschnitt von 10 Yards pro Lauf und insgesamt 103 Punkten. 1929 wurde er Mannschaftskapitän und wurde zum All-American gewählt. Er war der erste College-Football-Spieler aus Colorado, der mit dieser Auszeichnung bedacht wurde. 1930 beendete er sein Biologiestudium (Bachelor of Arts) am Colorado College.

### Profilaufbahn
1931 schloss sich Clark den Portsmouth Spartans an, einer Mannschaft die in der NFL angesiedelt war. Er bezog ein Gehalt von 144 US-Dollar pro Spiel. 1933 hatten die Spartans, kurz vor ihrem Umzug nach Detroit Probleme das Gehalt von Clark zu bezahlen, er trainierte daher in diesem Jahr die Footballmannschaft der Colorado School of Mines. 1934 zogen die Spartans nach Detroit und wurden in Detroit Lions umbenannt. Clark kehrte zur Mannschaft zurück und traf dort auf Ox Emerson und George Christensen – zwei hervorragenden Offensive-Line-Spieler, die schon in Portsmouth seine Mannschaftskameraden waren. Er erlief in diesem Jahr acht Touchdowns, was Ligarekord darstellte. 1935 und 1936 erzielte er mit sieben beziehungsweise fünf Touchdowns nochmals den Ligarekord. Auch die erzielte Gesamtpunktzahl von 55 Punkten 1935 und 73 Punkten 1936 stellten Ligarekord dar. In der Saison 1935 konnten die Lions in das NFL-Meisterschaftsspiel einziehen. Gegner waren die New York Giants, die mit 26:7 besiegt werden konnten. Clark erlief dabei einen Touchdown. 1938 musste er aufgrund zahlreicher Verletzungen seine Spielerlaufbahn beenden.
Clark gelang es zweimal, drei Touchdowns in einem Viertel zu erzielen: 1931 mit den Portsmouth Spartans gegen die Brooklyn Dodgers und im ersten Jahr in Detroit, 1934, ebenfalls gegen die Dodgers.

## Trainerlaufbahn
1930, vor seiner Laufbahn als Profispieler, war Clark Assistenztrainer der Footballmannschaft an seinem College. Er trainierte dort ferner die Basketball- und die Baseballmannschaft. Ab 1937 war er Spielertrainer bei den Lions. Von 1939 bis 1942 stand Clark als Head Coach der Cleveland Rams in Cleveland unter Vertrag. Der Erfolg als Trainer in Cleveland blieb ihm allerdings verwehrt, er konnte keine Saison mit einem positiven Saisonergebnis abschließen. Während des Zweiten Weltkriegs diente Clark bei der US Army. Nach dem Krieg war er Trainer der Los Angeles Dons, einer Mannschaft der All-America Football Conference (AAFC). Ab 1951 war er Trainer und Sportdirektor an der University of Detroit.
Dutch Clark starb im Jahr 1978 und ist auf dem Lakeside Cemetery in Cañon City beerdigt.

## Ehrungen
Clark wurde sechsmal zum All-Pro gewählt. Er ist Mitglied im NFL 1930s All-Decade Team, in der College Football Hall of Fame, in der  Pro Football Hall of Fame, in der Colorado Sports Hall of Fame, in der Hall of Fame der University of Detroit sowie in weiteren regionalen Ruhmeshallen. Seine Rückennummer wird durch die Lions nicht mehr vergeben. Seine High School benannte ihr Footballstadion nach ihm. Vor dem Stadion steht eine Statue von ihm.